# Comté de Searcy
Le comté de Searcy est un comté de l'État de l'Arkansas aux États-Unis. Son siège est Marshall. C'est un dry county.

## Démographie
Au recensement de 2010, il comptait 8 195 habitants.
| 1840 | 1850  | 1860  | 1870  | 1880  | 1890  |
| ---- | ----- | ----- | ----- | ----- | ----- |
| 936  | 1 979 | 5 271 | 5 614 | 7 278 | 9 664 |

| 1900   | 1910   | 1920   | 1930   | 1940   | 1950   |
| ------ | ------ | ------ | ------ | ------ | ------ |
| 11 988 | 14 825 | 14 590 | 11 056 | 11 942 | 10 424 |

| 1960  | 1970  | 1980  | 1990  | 2000  | 2010  |
| ----- | ----- | ----- | ----- | ----- | ----- |
| 8 124 | 7 731 | 8 847 | 7 841 | 8 261 | 8 195 |